# Fédération européenne de la randonnée pédestre
La Fédération européenne de la randonnée pédestre (FERP) assure la création des sentiers européens de grande randonnée. L'objectif de la fédération est la création et l'entretien d'un réseau de chemins transfrontaliers (E-itinéraires). Il existe douze sentiers européens en cours de création.